# This Reckless Age
Pour plus de détails, voir Fiche technique et Distribution.
This Reckless Age est un film américain réalisé par Frank Tuttle, sorti en 1932.

## Fiche technique
- Titre : This Reckless Age
- Réalisation : Frank Tuttle
- Scénario : Frank Tuttle et Joseph L. Mankiewicz d'après la pièce de Lewis Beach
- Photographie : Henry Sharp
- Société de production : Paramount Pictures
- Pays de production : États-Unis
- Format : Noir et blanc - 1,37:1
- Genre : comédie
- Durée : 80 minutes
- Date de sortie : 1932

## Distribution
- Buddy Rogers : Bradley Ingals
- Richard Bennett : Donald Ingals
- Peggy Shannon : Mary Burke
- Charles Ruggles : Goliath Whitney
- Frances Dee : Lois Ingals
- Frances Starr (en) : Eunice Ingals
- Maude Eburne : Rhoda
- Allen Vincent : Phillip Van Dyke
- Mary Carlisle : Cassandra Phelps
- David Landau : Matthew Daggett
- Reginald Barlow : Lester Bell
- George C. Pearce (en) : John Burke
- Grady Sutton : Stepladder Schultz
- Harry Templeton : Turner
- Berton Churchill : Banker